# Gräddö och Rävsnäs

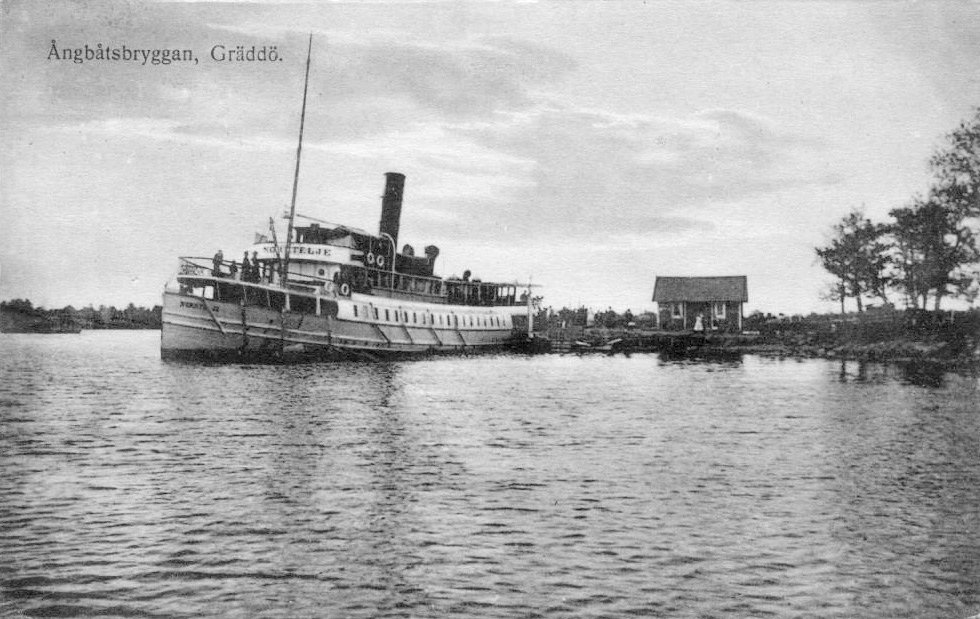
Dampfschiffanleger von Gräddö (um 1910)

Gräddö och Rävsnäs ist ein Ort (tätort) in der schwedischen Provinz Stockholms län und der historischen Provinz Uppland. Der Ort ist Teil der Gemeinde Norrtälje und besteht aus den ehemals eigenständigen Orten Gräddö und Rävsnäs (auch Räfsnäs). Letzteres liegt gut zwei Kilometer östlich der Ortsmitte des größeren Gräddö.

## Geschichte
Räfsnäs wurde bereits im 13. Jahrhundert als Anlegestelle im Verlauf von König Waldemars Segelroute erwähnt.
Von Gräddö segelte im August 1809 während des russisch-schwedischen Krieg das schwedische Expeditionskorps nach Ratan bei Robertsfors in Västerbotten, um die einfallende russische Armee zurückzudrängen.
Die Reederei Viking Line begann im Jahr 1959 den Fährbetrieb von Gräddö nach Mariehamn auf Åland und weiter zunächst nach Galtby im Schärenmeer vor Turku in Finnland. In den 1990er-Jahren wurde der Verkehr zum gut fünf Kilometer südlich, schiffs- und straßenverkehrstechnisch günstiger gelegene Kapellskär als Ausgangspunkt auf der schwedischen Seite der Route verlegt.
2015 wurden die vormaligen Småorte Gräddo, das zwar bereits früher mehr als 200 Einwohner, aber einen zu hohen Anteil an Ferienhäusern gemäß Tätortsdefinition hatte, und Rävsnäs zu einem neuen Tätort unter dem heutigen Namen vereint, nachdem das bebaute Gebiet der beiden Orte faktisch zusammengewachsen war.